# Palli (Hiiumaa)
Koordinaten: 58° 56′ N, 22° 19′ O
Palli ist ein Dorf (estnisch küla) in der Landgemeinde Hiiumaa (2013 bis 2017: Landgemeinde Hiiu, davor Landgemeinde Kõrgessaare) auf der zweitgrößten estnischen Insel Hiiumaa (deutsch Dagö).

## Beschreibung und Geschichte
Palli hat heute keine Einwohner mehr (Stand 31. Dezember 2011). Der Ort liegt im Nordosten der Halbinsel Kõpu (Kõpu poolsaar) direkt an der Ostsee.
Am Sandstrand von Palli befindet sich auf dem örtlichen Zeltplatz ein Aussichtsturm. Er eröffnet einen weiten Blick über das Meer.